# Mila (Algeria)
Mila è un comune dell'Algeria, situato nella provincia di Mila.
In epoca romana e bizantina la città aveva il nome di Milevi, sede dell'omonima diocesi, patria di sant'Ottato.